# Duitse Nieuw-Guinea Compagnie
De Duitse Nieuw-Guinea Compagnie  (Deutsche Neuguinea-Kompagnie) was een private onderneming die in 1882 werd opgericht om koloniaal Duits bezit te verwerven in Nieuw-Guinea en noordelijk en oostelijk daarvan gelegen eilanden in de Grote Oceaan en daar etnografisch en biologisch onderzoek te doen om natuurlijke hulpbronnen te ontwikkelen zoals de winning van delfstoffen en de teelt van en handel in tropische gewassen.

## Geschiedenis
De Duitse ontdekkingsreiziger en natuuronderzoeker Otto Finsch reisde van 1879 tot 1882 rond door Micronesië en Melanesië (Nieuw-Guinea). Hij bezocht onder andere de etnograaf en natuuronderzoeker John Stanislaw Kubary op Ponapé (Micronesië). Bij terugkomst in Duitsland zocht hij contact met een informele groep ondernemers en bankiers die geïnteresseerd waren in het verwerven van koloniaal bezit in het gebied van de Grote Oceaan. Een van hen was de bankier  Adolph von Hansemann. Finsch moedigde deze ondernemers aan om geld te steken in een kolonie op de noordoostkust van Nieuw-Guinea en op de eilanden rondom Nieuw-Brittannië. Hiertoe overlegde hij schattingen en berekeningen van de kosten en baten.
Onder de wetenschappelijke leiding van Finsch en het commando van kapitein Eduard Dallmann vertrok in juni 1884 vanuit Sydney een expeditie om onderzoek te doen naar gebieden aan de noordkust die geschikt waren voor de aanleg van plantages en de vestiging van handelsposten. Finsch sprak in het kustgebied met enkele inlandse hoofden, die bereid waren om verdragen te sluiten met de Duitser. Op 19 augustus gaf rijkskanselier Otto von Bismarck toestemming tot de vestiging van protectoraten in het gebied. Aldus werd op 3 november 1884 onder auspiciën van de Duitse Nieuw-Guinea Compagnie de Duitse vlag gehesen in Keizer Wilhelmsland (het noordoostelijk deel van het hoofdeiland Nieuw-Guinea) en in de Bismarck-archipel. Tot 1899 werd het gebied bestuurd door deze private onderneming vergelijkbaar met de Nederlandse Vereenigde Oostindische Compagnie. Het commercieel succes bleef echter uit. In 1899 werd het de soevereiniteit overgedragen aan de regering van het Duitse Keizerrijk in Berlijn en werd een gouverneur (kaiserliche Gouverneur) benoemd als hoogste bestuursambtenaar over heel Duits Nieuw-Guinea met als zetel Kokopo (na 1910 Rabaul) op Nieuw-Brittannië.

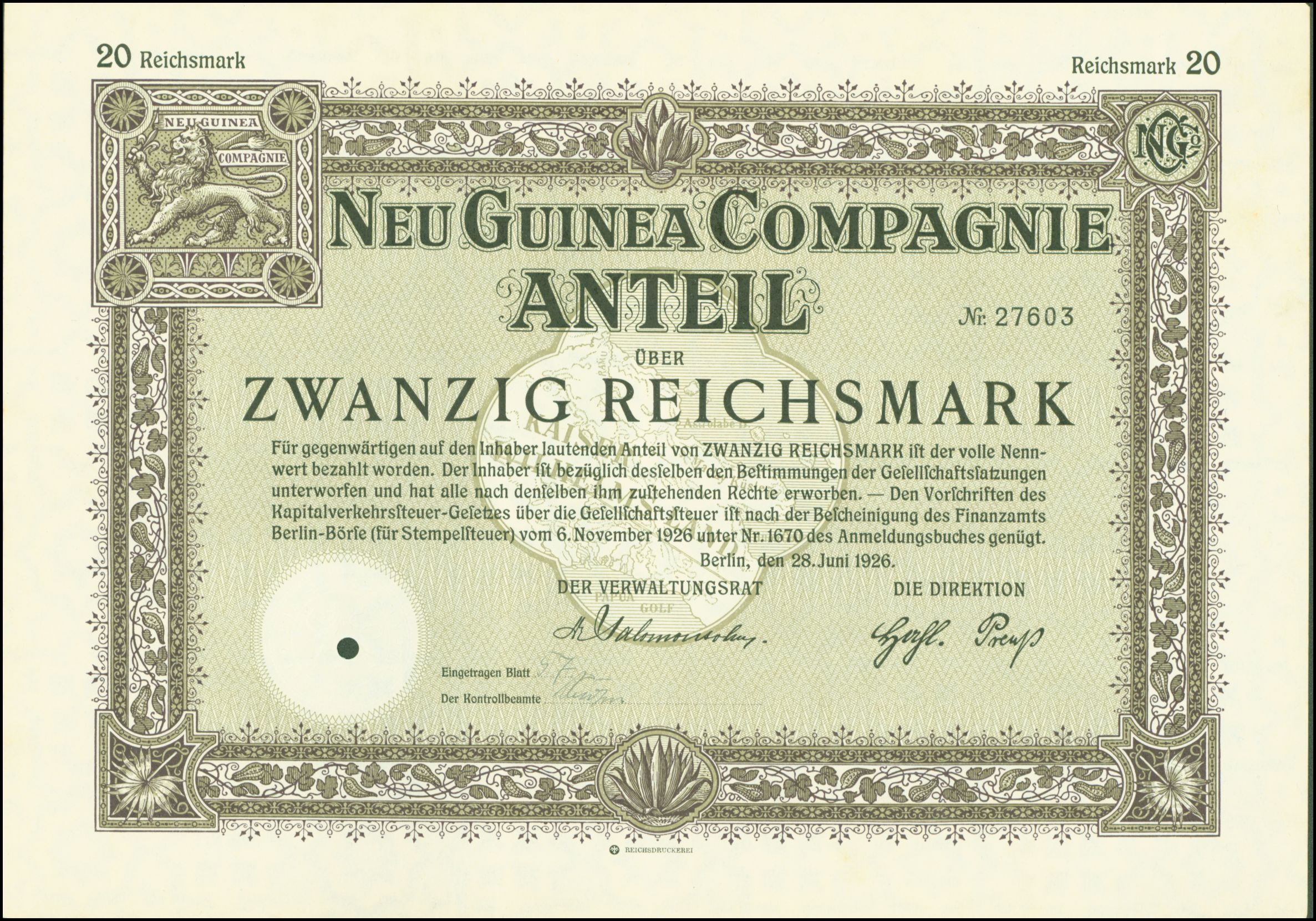
Aandeel in de Neuguinea Kompagnie uit 1926

De Duitse Nieuw-Guinea Compagnie bleef echter als private onderneming bestaan. In 1914, aan het begin van de Eerste Wereldoorlog bezat de compagnie bijna de helft van de Duitse bezittingen aan land. Na de Eerste Wereldoorlog werden de Duitse bezittingen een protectoraat in opdracht van de Volkenbond bestuurd door Australië. Formeel bestond de compagnie tot in 1968. Toen was de onderneming gevestigd in Hamburg en bezat de (nog steeds bestaande) Afrikanische Frucht-Compagnie een meerderheidsaandeel.